# UTC-07:00

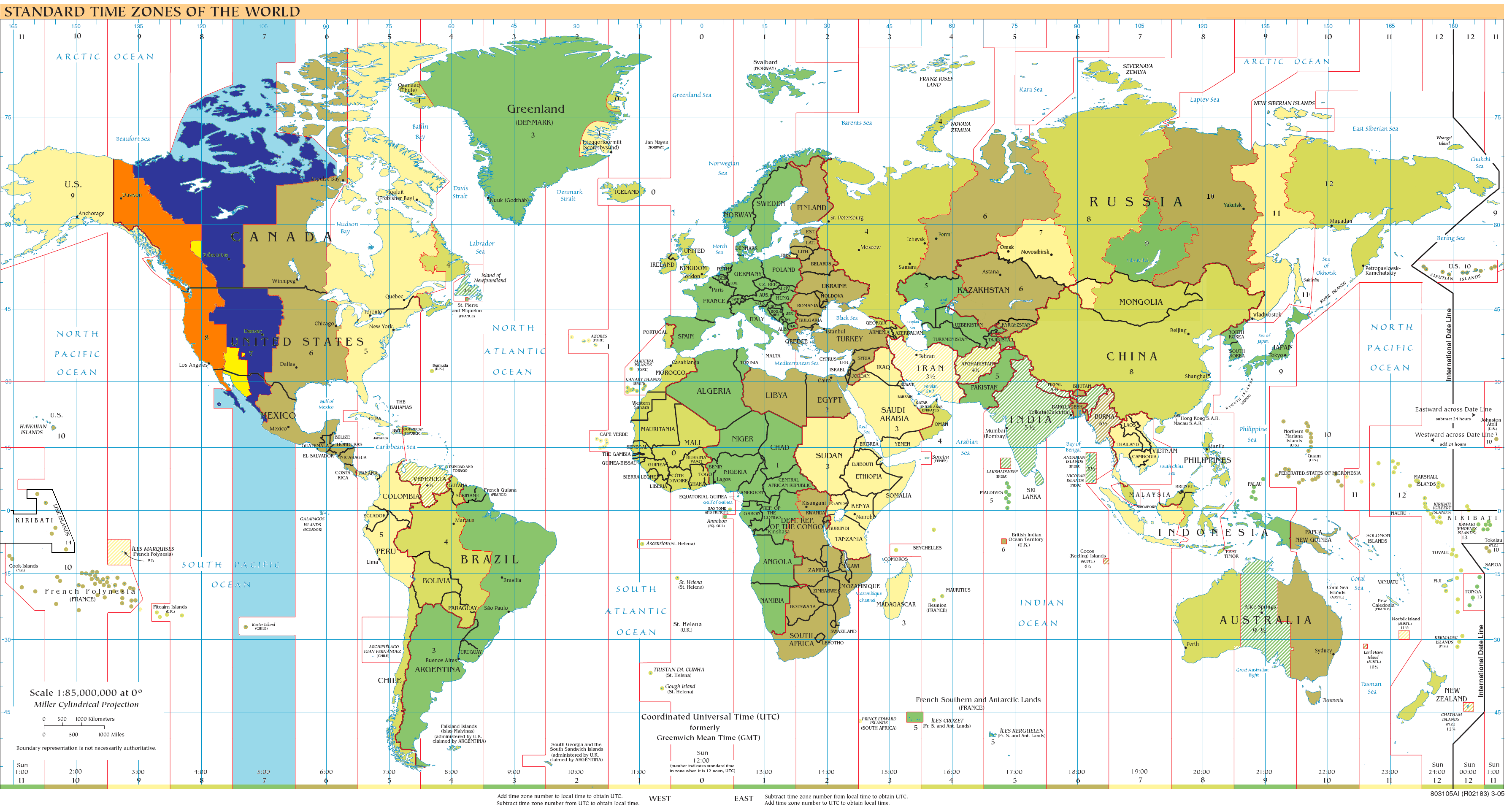
UTC-07:00

UTC-07:00 (T – Tango) – strefa czasowa, odpowiadająca czasowi słonecznemu południka 105°W.
W strefie znajduje się m.in. Albuquerque, Calgary, Chihuahua, Ciudad Juárez, Culiacán, Denver, Edmonton, El Paso, Phoenix, Salt Lake City i Yellowknife.

## Strefa całoroczna
Ameryka Północna:
- Kanada (terytorium Jukon i dolina rzeki Peace w prowincji Kolumbia Brytyjska)
- Meksyk (stan Sonora)
- Stany Zjednoczone (stan Arizona)

## Czas standardowy (zimowy) na półkuli północnej
Ameryka Północna:
- Kanada (prowincja Alberta, Terytoria Północno-Zachodnie, zachodnia część terytorium Nunavut, południowo-wschodnia część prowincji Kolumbia Brytyjska i miasto Lloydminster)
- Meksyk (stany Chihuahua, Kalifornia Dolna Południowa, Nayarit i Sinaloa)
- Stany Zjednoczone (stany Kolorado, Montana, Nowy Meksyk, Utah i Wyoming, południowa część stanu Idaho, zachodnia część stanów Dakota Południowa, Kansas, Nebraska, Oklahoma i Teksas, południowo-zachodnia część stanu Dakota Północna oraz niewielka część stanów Nevada i Oregon)

## Czas letni na półkuli północnej
Ameryka Północna:
- Kanada (większość prowincji Kolumbia Brytyjska)
- Meksyk (stan Kalifornia Dolna)
- Stany Zjednoczone (stany Kalifornia i Waszyngton, większość stanów Nevada i Oregon oraz północna część stanu Idaho)